# Paolo Fanton
Paolo Fanton (* 26. Oktober 1991) ist ein italienischer Skilangläufer.

## Werdegang
Fanton gab im März 2012 in Toblach sein Debüt im Alpencup und belegte dort Rang 53 über 3,3 km Freistil, Platz 44 über 10 km klassisch und Rang 43 im anschließenden Freistil-Verfolgungsrennen. Seine erste Punkteplatzierung erreichte er im Dezember 2012 bei seinem nächsten Start im Alpencup mit Platz 28 über 10 km Freistil in Goms. Im März 2013 platzierte sich Fanton mit Rang 15 über 3,3 km Freistil erstmals unter den besten zwanzig. Seinen ersten Start im Weltcup hatte Fanton im Dezember 2013 in Davos, wo er über 30 km Freistil auf Platz 44 kam. Im Februar 2014 wurde er beim Alpencup in Campra Elfter über 15 km Freistil. Im Dezember 2015 startete er zum zweiten Mal in Weltcup; dabei belegte er über 15 km klassisch in Toblach Rang 64. In Planica gelang Fanton im Januar 2016 mit Rang drei über 15 km Freistil seine erste Podiumsplatzierung im Alpencup.